# Грушевськознавство
Грушевськозна́вство — наукова дисципліна, що веде дослідження життя, творчості та наукової і політичної спадщини Михайла Сергійовича Грушевського (1866—1934), заборонена в Радянському Союзі. Метою є вивчення життя та творчої діяльності великого вченого в Україні та за її межами.
Засновник науки Любомир-Роман Винар, який у 1966 році на сторінках журналу «Український історик» та в окремих виданнях започаткував систематичні дослідження діяльності М.Грушевського.

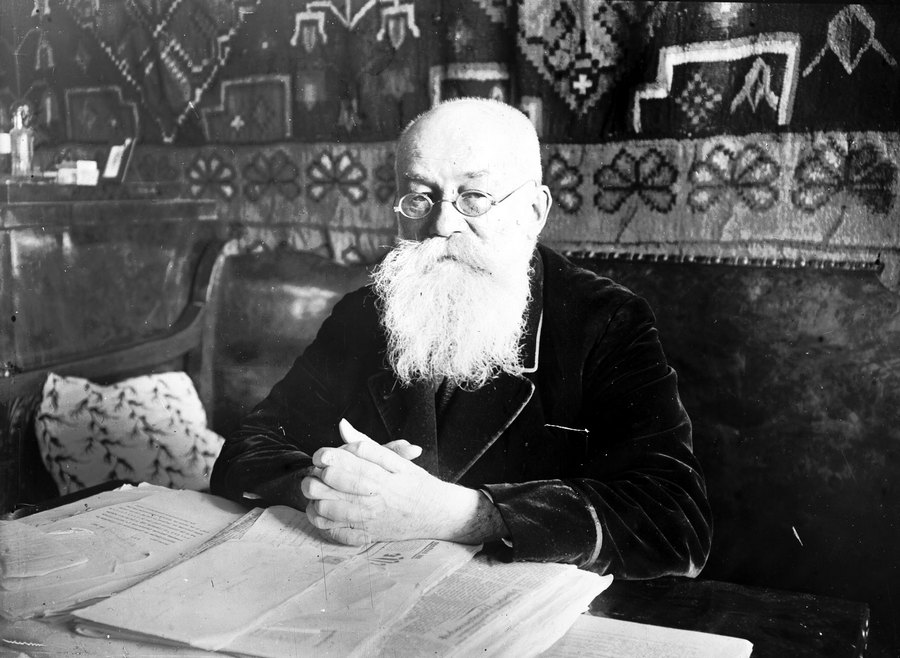
Михайло Грушевський у своєму робочому кабінеті в будинку по вулиці Паньківській, 9. 1930-ті роки

## Радянська історіографія
Радянська влада заборонила дослідження творчої спадщини Михайла Грушевського та його родини: твори видатного історика перемістились з бібліотечних полиць до спецхронів. Робилося все, щоб скомпрометувати та фізично знищити представників історичної школи Михайла Грушевського, що стали «українськими буржуазними націоналістами, шпигунами та ворогами українського народу».
Про Михайла Грушевського у СРСР дозволялося писати лише в різко критичному плані.

## Закордонні дослідження
Дослідження та увічнення пам'яті Михайла Грушевського в цей період велося лише за межами України. У 1965 році у Сполучених Штатах Америки створене Українське історичне товариство (УІТ), яке відіграло видатну роль у справі дослідження та популяризації ідейної спадщини М. С. Грушевського.
За ініціативою професора Любомира-Романа Винара при УІТ створений окремий напрям досліджень — Грушевськознавство.
Вчені УІТ проводили наукові конференції, присвячені як ювілеям Михайла Грушевського, так і окремі Грушевськознавчі читання. Багато наукових творів з історії України та творчої спадщини Михайла Грушевського опубліковані в друкованому органі УІТ — «Український історик». Підготовлено найповнішу англомовну бібліографію праць вченого.
Любомир-Роман Винар сформував теоретичні засади дослідження цієї науки у статті «Думки з приводу п'ятдесятих роковин смерті Михайла Грушевського: Вступ до грушевськознавства» (1984). Потім розширив у статті «Думки про грушевськознавство (ґенеза, структура, завдання)» (1995).

## Українські дослідження
Починаючи з 1990-х років почалося дослідження спадщини Михайла Грушевського в Україні. Вийшли збірники документів, окремі матеріали, які висвітлюють життєвий і творчий шлях Михайла Грушевського. Також багато статей виходять в цей час на сторінках українських газет і журналів: «Літературна Україна», «Український історичний журнал», «Пам'ять століть», «Вісник Академії наук України», «Київська старовина» та багатьох інших видань.
Після проголошення незалежності України проходило відзначення 125-ї річниці від дня народження Михайла Грушевського. 22 листопада 1991 року у приміщенні Театру опери та балету ім. Т. Г. Шевченка на урочистому виїзному сесійному засіданні Верховної Ради УРСР пам'яті історика та громадського діяча з великою доповіддю виступив Голова Верховної Ради УРСР Леонід Кравчук.
Він зазначив, що:
| Михайло Грушевський поклав усе своє життя на вівтар українського національного відродження, на створення незалежної української держави. У його драматичному житті були перемоги і поразки, піднесення і зриви. Але з упевненістю можна сказати: доки житиме Україна — житиме з нею в наших серцях талановитий і самовідданий її син — Михайло Грушевський[1]. |

## Періодизація
Існує декілька варіантів періодизації розвитку грушевськознавства:
- І — радянський (1920-і — кінець 1980-х років) з фальсифікацією всіх аспектів діяльності Михайла Грушевського;
- ІІ — зарубіжний (1930-і — 1950-і роки, від 1960 року)
- ІІІ — діаспорний (1966—1991 роки) — систематичне дослідження постаті Михайла Грушевського,
- та ІV — сучасний вітчизняний (від 1990 року)[2]..

Крім Любомира-Романа Винара грушевськознавством займались Сергій Плохій, Руслан Пиріг, Павло Сохань, Василь Ульяновський, Сергій Кіржаєв, Леонід Зашкільняк, Юрій Шаповал, Ігор Верба, Віталій Масненко, Ігор Гирич, Віталій Тельвак, Оксана Юркова та інші.